# Uroobovella nostras
Uroobovella nostras es una especie de arácnido del orden Mesostigmata de la familia Urodinychidae.

## Distribución geográfica
Se encuentra en Italia.